# Kastelli

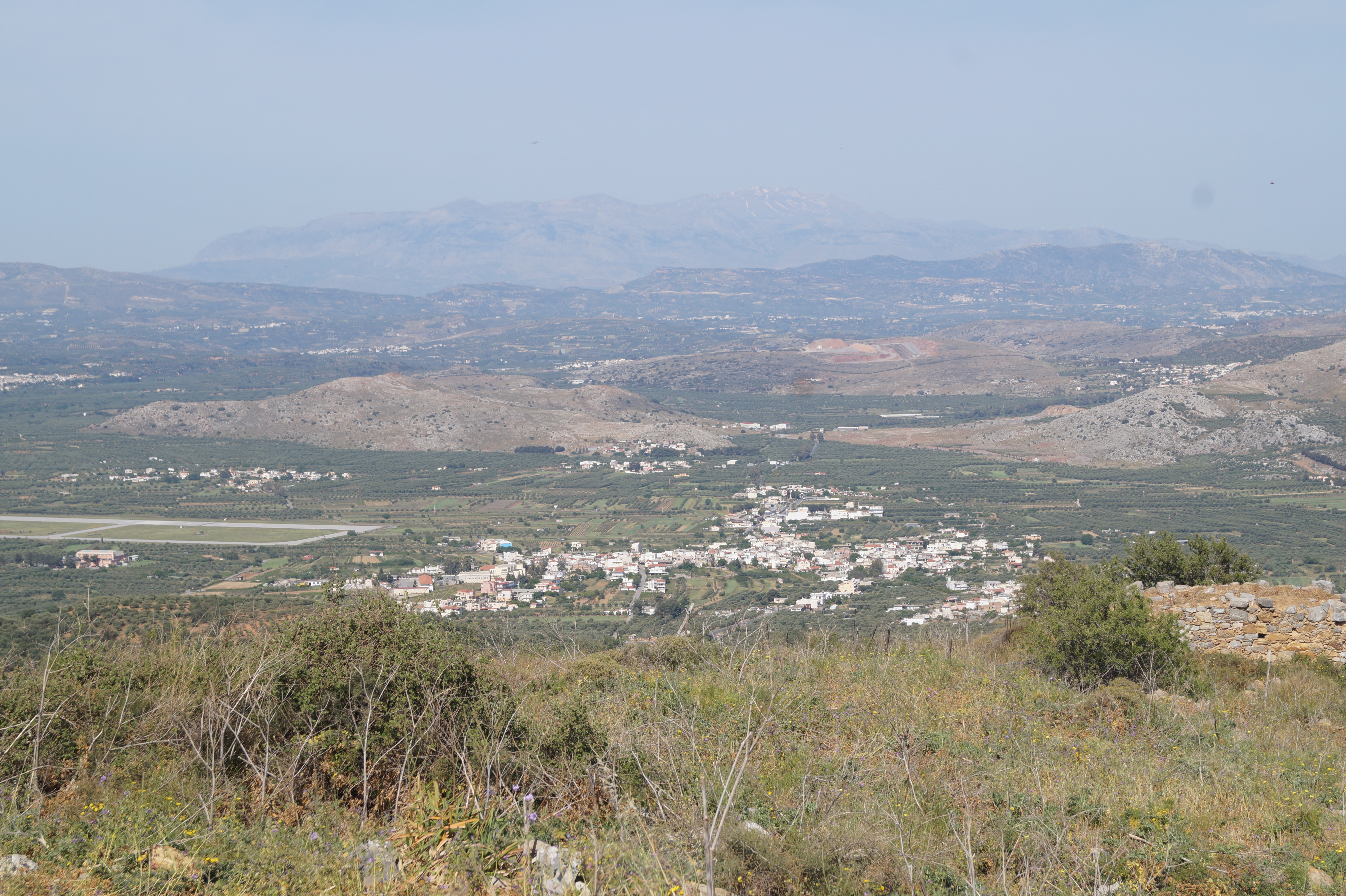
Blick von Lyktos auf Kastelli

Kastelli (griechisch Καστέλλι (n. sg.), von italienisch castello ‚Kastell‘, ‚Burg‘) ist eine Kleinstadt im gleichnamigen Gemeindebezirk in der Gemeinde Minoa Pediada auf der griechischen Mittelmeerinsel Kreta. Die Siedlung Kastelli selbst zählt 1.438 Einwohner, der Gemeindebezirk insgesamt 4.753.
Kastelli war bis 2010 eine selbständige Gemeinde, seit 1994 als Stadtgemeinde (dimos). Zum 1. Januar 2011 ging die Gemeinde Kastelli in der neu geschaffenen Gemeinde Minoa Pediada auf, wo es seither einen von drei Gemeindebezirken bildet.

## Geografie

### Geografische Lage
Kastelli liegt in Zentralkreta etwa 36 Kilometer südöstlich von Iraklio. Der Ort Kastelli liegt auf einer Anhöhe in 340 Höhe am Rand einer weiten fruchtbaren Ebene, die übrige Landschaft im Gemeindegebiet ist hügelig und geht im Osten ins Dikti-Gebirge über, in dem die Lasithi-Hochebene liegt. Benannt ist die Gemeinde nach der venezianischen Burg, die sich an der Stelle des heutigen Rathauses befand. Der Namenszusatz Pediadas, den Kastelli zur Unterscheidung von dem Ort Kastelli Kissamou in Westkreta gelegentlich trägt, bedeutet ‚Ebene‘ und bezieht sich auf den Namen der ehemaligen Provinz, in der der Ort liegt.

### Dörfer im Gemeindebezirk
Der Ort Kastelli war bis 1994 Verwaltungssitz der Provinz Pediada. Seit der Gemeindereform 1998 gehörten zum Gebiet von Kastelli 25 Dörfer und die Ausgrabungsstätte des dorischen Lyktos:
- Agia Paraskevi Αγία Παρασκευή
- Amariano Αμαριανό
- Apostoli Αποστόλοι
- Archangelos Αρχάγγελος
- Armacha Αρμάχα
- Aski Ασκοί
- Bitzariano Μπιτζαριανό
- Diavaide Διαβαϊδέ
- Epano Karouzana Επάνω Καρουζανά
- Evangelismos Ευαγγελισμός
- Galeniano Γαλενιανώ
- Geraki Γεράκι
- Kardouliano Καρδουλιανώ
- Kastelli Καστέλλι
- Kastmonitsa Κασταμονίτσα
- Kato Karouzana Κάτω Καρουζανά
- Lagou Λαγού
- Liliano Λιλιανό
- Lyttos (auch Lyktos) Αρχαία Λύττος ή Λύκτος
- Mathia Μαθιά
- Polythea Πολυθέα
- Sklaverochori Σκλαβεροχώρι
- Smari Σμάρι
- Tichos Τοίχος
- Tzigkounas Τζίγκουνας

## Geschichte

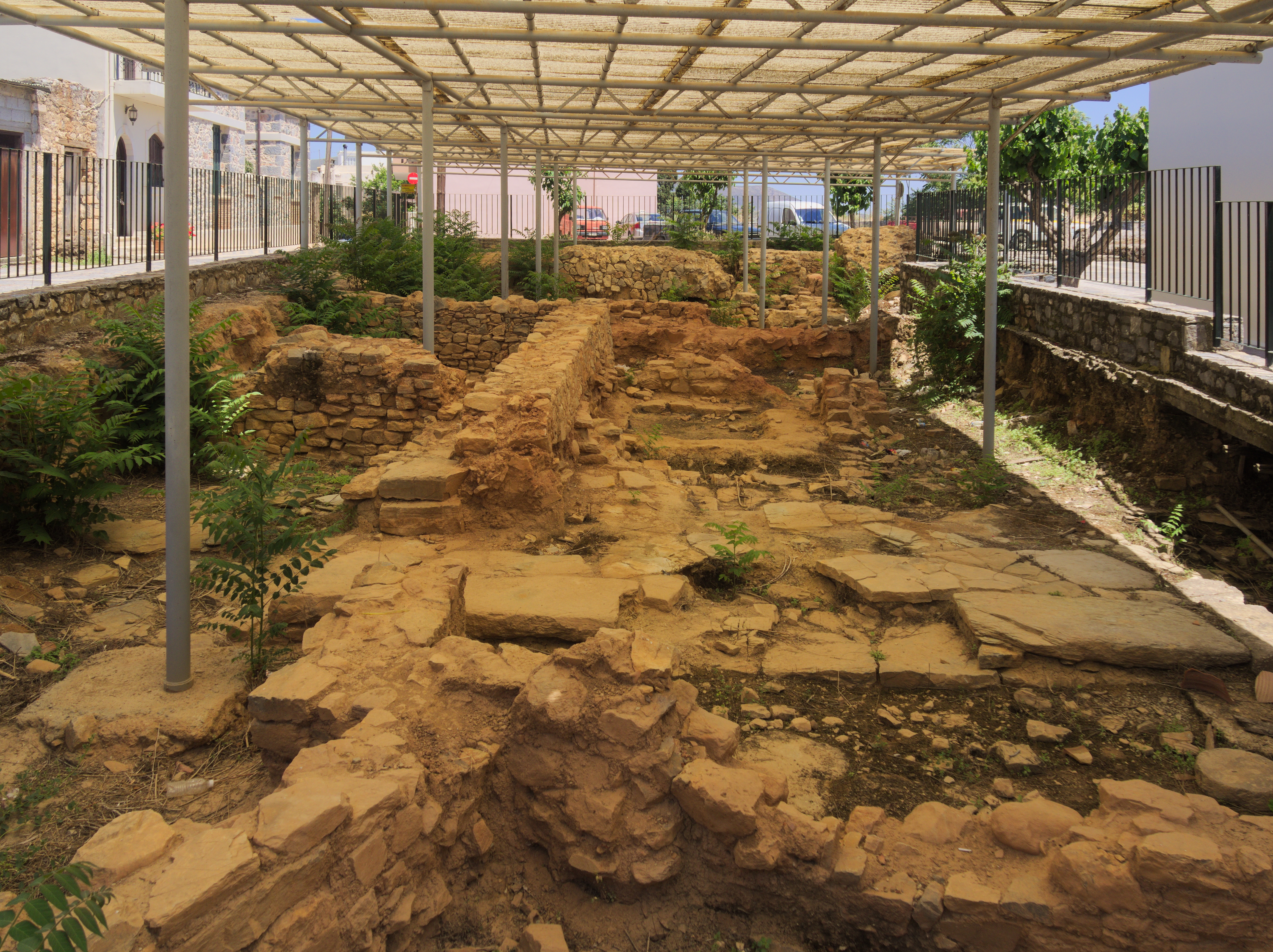
Ausgrabung bei der Agios-Georgios-Kirche

Der Hügel, auf dem der Ort Kastelli liegt, war bereits in neolithischer Zeit bewohnt, und auch der benachbarte Hügel Papoura wurde in der frühen Bronzezeit genutzt. Die Siedlung von Kastelli wurde durch ein Feuer um 1700 v. Chr. zerstört. Zu Beginn der Neu-Palast-Zeit wurde an der Stelle des heutigen Ortes eine neue Siedlung erbaut, deren Zentrum ein großes zweistöckiges Gebäude bildete, dessen Überreste heute am Platz Agios Georgios zu sehen sind. Diese Siedlung war bis ca. 1500–1460 v. Chr. bewohnt und wurde später zerstört.
Die antike Stadt Lyktos, die in einer Höhe von 656 Meter etwa einen Kilometer nordöstlich des heutigen gleichnamigen Dorfes liegt, wird schon in einer Ortsnamenliste des ägyptischen Pharao Amenophis III. erwähnt. Eine Erwähnung bei Homer und Funde aus dorischer Zeit sind nachgewiesen. Die Stadt galt als eine der einflussreichsten von Kreta. Lyttos und möglicherweise auch eine hellenistische Siedlung bei Kastelli wurden um 220 v. Chr. von Knossos aus zerstört. Man fand Überreste einer Residenz und in der Nähe von Kastelli einen Friedhof aus römischer Zeit.
Die Burg, nach der Ort und Gemeinde benannt sind, war ursprünglich Sitz des venezianischen Machthabers dieser Region (italienisch: Kastellanos). Sie lag an der Stelle des heutigen Rathauses von Kastelli. Während der Kämpfe der Kreter gegen die venezianischen Herrscher scheint die Burg keine militärische Bedeutung gehabt zu haben, denn sie wurde als Lager für die landwirtschaftlichen Produkte von der Lasithi-Ebene genutzt, die für den Verkauf in der Hauptstadt Kandia (jetzt Iraklio) vorgesehen waren.
Der Bericht der Burgbesatzung von 1583 gibt 543 Einwohner an. Der osmanische Zensus von 1671 nennt 150 steuerpflichtige Einwohner (haratsi). Wegen der Fruchtbarkeit der Ebene hatte Kastelli eine beträchtliche Zahl türkischer Einwohner, von denen die meisten nach der Revolution von 1821 die Gegend verließen. Die Burg wurde zerstört, der Zensus von 1834 gibt eine Einwohnerzahl von 18 christlichen und 15 türkischen Familien an, ein Bericht von 1845 beschreibt Kastelli als einen Berg von Ruinen.
Der letzte kretische Aufstand gegen die osmanischen Herrscher begann am 26. Juli 1896 mit der Ermordung von Einwohnern des Dorfs Anopolis in der Provinz Pediada. Antonios Trifitsos, auch Trichopoulos genannt, organisierte den Widerstand in der Provinz vom Kloster Agkarathos aus. Er wurde beim Kampf in Episkopi Pediada verwundet und starb auf dem Weg ins Kloster. Sein Grab ist neben der Agios Antonios-Kirche in Kastelli.
1900 hatte Kastelli 777 Einwohner, 1920 war der Ort Sitz der Gemeindeverwaltung zu der 821 Einwohner gehörten. Um 1920 wurde ein Gymnasium eröffnet, die Einwohnerzahl wuchs weiter auf 930 im Jahr 1928 und 1092 im Jahr 1940.

### Kastelli unter deutscher Besatzung

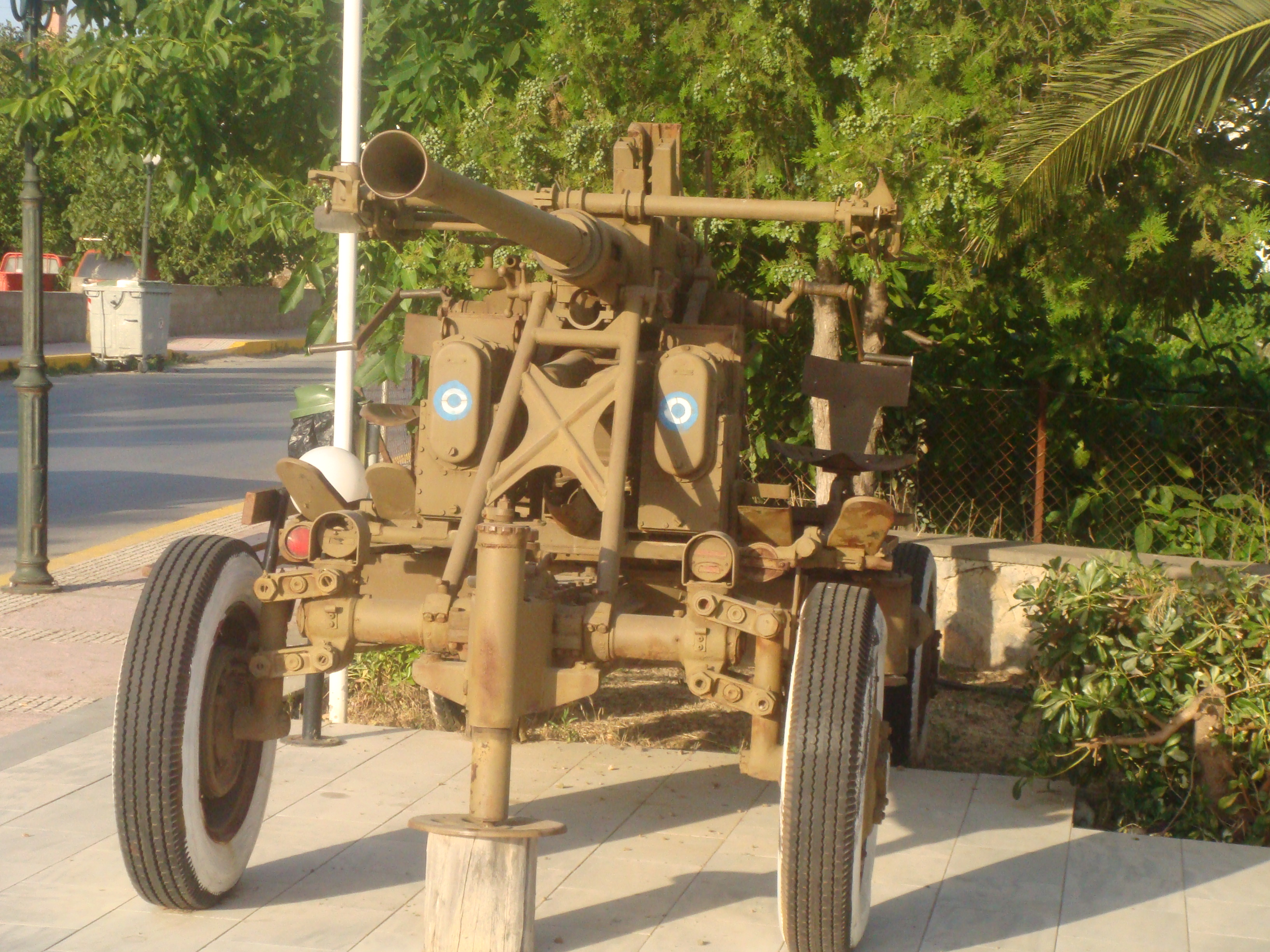
40-mm-Bofors-Geschütz aus dem Zweiten Weltkrieg

Im November 1940 bauten alliierte Truppen auf Kreta Verteidigungsstellungen gegen einen möglichen deutschen Angriff auf. In der Ebene bei Kastelli begannen sie, einen Flughafen zu bauen. Diese Arbeiten wurden von den deutschen Besatzern nach Mai 1941 fortgeführt, wobei tausende Kreter zur Zwangsarbeit herangezogen wurden. Den Dorfvorstehern wurden harte Strafen angedroht, wenn die Einwohner nicht ihrer Arbeitsverpflichtung nachkamen.
Eine deutsche Kommandantur wurde im Gymnasium von Kastelli, dem heutigen Rathaus, eingerichtet. Im Ort waren starke Besatzungstruppen stationiert. Nahrungsmittel und Holz mussten die umliegenden Dörfer stellen, wobei der Bestand an alten Eichen deutlich dezimiert wurde.
Der Flughafen war häufig Ziel alliierter Bombardierungen und von Sabotageakten alliierter Agenten und kretischer Widerstandskämpfer. Damit sollte die Versorgung der deutschen Truppen, die in Nordafrika kämpften, unterbunden werden. Auf die Sabotageaktionen reagierten die Deutschen mit der Erschießung von Geiseln in Iraklio und der Verhaftung und Folterung von Einwohnern der Gemeinde.

## Wirtschaft und Infrastruktur
Zwischen 1951 und 2001 wuchs die Einwohnerzahl des Ortes von 1380 auf 1692 Einwohner. Hauptwirtschaftszweige sind Oliven und Ölproduktion, der Anbau und die Weiterverarbeitung von Wein und die Käseproduktion.
Einen großen Teil der Ebene nimmt der Militärflugplatz Kastelli ein. Nach dem Abzug der Deutschen wurde der Flughafen vom griechischen Militär weiter betrieben. Um 1970 herum diente er als ziviler Flughafen während Umbauarbeiten am Flughafen Iraklio. Ab 2027 soll dieser Flughafen den Flughafen Iraklio ablösen. Zur Vorbereitung wurden bereits die Zufahrtsstraßen zur Gemeinde ausgebaut.
Kastelli liegt am Europäischen Fernwanderweg E4.